# Curcuma arracanensis
Curcuma arracanensis là một loài thực vật có hoa trong họ Gừng. Loài này được Walter John Emil Kress và Vinita Gowda mô tả khoa học đầu tiên năm 2012.
Mẫu định danh: Thu thập tại điểm ở cao độ 795 m trên sườn núi dốc trong rừng mây trên đất đá vụn mịn, tọa độ 18°38′15″B 94°38′37″Đ / 18,6375°B 94,64361°Đ, khoảng 57 km từ Taung-gok (Taungup) về phía Pyay, bang Rakhine, Myanmar, ngày 20 tháng 6 năm 2003, số W. J. Kress, Aye Pe, Than Than Htay, Win Win Aung, and M. Bordelon 03–7328; bộ sưu tập cây sống trồng tại nhà kính nghiên cứu thực vật Smithsonian, đánh số USBRG 2003–061, 20 tháng 6 năm 2003. W. J. Kress 03–7328. Tên địa phương là “tauk tar phu” trong tiếng Myanmar.

## Từ nguyên
C. arracanensis được đặt tên theo khu vực trước đây gọi là Arrakan, tên gọi cũ của bang Rakhine ở Myanmar.

## Phân bố
Loài này chỉ được biết đến từ khu vực xung quanh điểm lấy mẫu tại bang Rakhine, Myanmar. Không giống như nhiều loài Curcuma khác được tìm thấy trong tầng dưới tán của các rừng gió mùa khô theo mùa, C. arracanensis sinh sống trong khu vực lộ thiên của rừng mây thường xanh.

## Mô tả
Cây thân thảo trung bình, cao 85–130 cm; thân rễ chắc đặc, ruột vàng, với nhiều củ màu trắng (ruột vàng). Chồi lá mọc thành cụm lỏng lẻo, rời ra trong mùa khô, 3-5 lá, với các bẹ ở gốc màu xanh lục với những đốm đỏ, nhẵn nhụi, 20–22 × 4–5 cm. Mặt phẳng của hai hàng lá song song với thân rễ. Lá dài 60–70 cm, nhẵn nhụi và như da; cuống lá 19–23 × 0,7–0,8 cm, nhẵn nhụi, màu xanh lục với các đốm nhỏ màu đỏ, có rãnh sâu ở mặt cắt ngang, mép nguyên, nhẵn; lưỡi bẹ kích thước trung bình, dài 1,5–3,2 cm, 2 thùy, mỏng và trong mờ, màu lục vàng nhạt, nhẵn nhụi; phiến lá 43–49 × 17–20 cm, hình trứng hẹp, gân giữa phía dưới màu xanh lục với các đốm màu đỏ thưa thớt, nhẵn nhụi, gốc hình tim, không đều, đỉnh hình đuôi, mặt gần trục màu lục sẫm. Cụm hoa đầu cành trên chồi lá tương đối dài, mọc thẳng, cao 19–25 cm; cuống dài 2–5 cm, nhẵn nhụi, màu xanh lục đến nâu đỏ sẫm; cán hoa ngắn; 25–30 lá bắc cụm hoa trên mỗi cụm hoa, 2,4–2,9 × 2,5–3,4 cm, mọc vòng và xếp lợp, mỗi lá bắc hợp nhất ở gốc với các thành viên liền kề (“hình túi”), 40–50° so với trục thẳng đứng, nhẵn nhụi, màu xanh lục ở gốc đến nâu đỏ đậm ở xa; không mào. Xim hoa bọ cạp xoắn ốc 1 trên mỗi lá bắc, chứa 3–4 hoa, thuần thục từ gốc đến đỉnh của cụm hoa; lá bắc con không hình ống, 13–15 × 4–6 mm, trong mờ, nhẵn nhụi, màu trắng với đỉnh ngắn màu đỏ. Hoa với đài hoa hình ống, dài 16–22 mm, 3 thùy, thưa lông cứng rất ngắn, màu vàng-da cam nhạt; ống tràng hoa 2,8–3,5 cm, màu da cam đến da cam nhạt, nhẵn nhụi, với các thùy không uốn ngược, dài 19–22 mm; nhị lép bên hợp nhất tại gốc của chỉ nhị của bao phấn sinh sản, 13–17 × 7–10 mm, nhọn dẹt, nhẵn nhụi, màu cam; cánh môi 18–22 × 15–18 mm, hình thìa, 2 thùy nông ở đỉnh, nhẵn nhụi, màu vàng-da cam với sọc trung tâm màu da cam sẫm và mép hơi đỏ, các thùy không xòe ra; nhị sinh sản với chỉ nhị dài 7–9 mm, rộng 4–5 mm, nhẵn nhụi, màu da cam, bao phấn lắc lư, 10–12 × 4,5 mm, mô vỏ bao phấn thuôn dài với cựa tù và nhỏ, nhẵn nhụi, màu da cam, mào suy giảm nhiều, mở rộng ra ngoài < 1 mm phía dưới mô vỏ; đầu nhụy hình chén nông, bầu nhụy 3 ngăn, 3–5 × 3–4 mm, nhẵn nhụi, màu vàng nhạt hoặc xanh lục, kiểu đính noãn là đính trụ. Tuyến mật trên bầu (nhụy lép) 2, tròn, dài 2,4–2,8 mm, với lông nhỏ rải rác, màu da cam nhạt đến màu kem; một vòng lông ngắn tạo thành khoang mật hoa ở bên trong ống tràng, cao hơn đỉnh bầu nhụy 5 mm. Quả và hạt không rõ. Hình dạng bao phấn rất giống với bao phấn của C. petiolata, gợi ý về mối quan hệ họ hàng gần của chúng.